# Dangerous (迈克尔·杰克逊单曲)
Dangerous（中文译名：危险）是流行乐天王迈克尔·杰克逊的第8张录音室专辑Dangerous里的同名单曲，发布于1993年12月29日，这是Dangerous专辑最后一首单曲，也是杰克逊第一首长度超过7分钟的歌曲。
这首歌是由杰克逊、比尔·波特尔和泰迪·莱利共同谱写的，这首歌被规划为Dangerous专辑的第十支单曲，这些计划取消后，在1993年8月，杰克逊的娈童案爆发。
该歌曲没有拍摄音乐录像带，现在的版本大多是在演唱会上现场演唱的。
由於舞蹈極為複雜，並有許多高難度動作，故在大部分現場演出時對口型，但在HIStory世界巡迴演唱會奥斯坦德站和American Bandstand 50周年纪念演出上部分唱段为现场真唱。
在1995年以后的表演中，加入了Smooth Criminal與珍妮·傑克森的歌曲片段。